# Polský Superpohár
Polský Superpohár (polsky Superpuchar Polski w piłce nożnej nebo Superpuchar Ekstraklasy SA) je jednozápasová fotbalová soutěž organizovaná nepravidelně od roku 1983 Polským fotbalovým svazem (Polski Związek Piłki Nożnej – PZPN). Zápas mezi vítězi Ekstraklasy a polského fotbalového poháru se hraje na začátku nové sezóny, nejčastěji v červenci. Pokud Ekstraklasu a polský pohár vyhrálo stejné mužstvo, jeho soupeřem je poražený finalista polského poháru. V případě vyrovnaného stavu po řádné hrací době se neprodlužuje, ale přistupuje se rovnou k penaltovému rozstřelu.

## Přehled zápasů
Zdroj:

Pozn.: vítěz Superpoháru je zvýrazněn tučně.

| Rok  | Dějiště                                                                | Vítěz Ekstraklasy                                                      | Výsledek                                                               | Vítěz polského poháru                                                  |
| ---- | ---------------------------------------------------------------------- | ---------------------------------------------------------------------- | ---------------------------------------------------------------------- | ---------------------------------------------------------------------- |
| 1983 | Gdaňsk                                                                 | Lech Poznań                                                            | 0:1                                                                    | Lechia Gdańsk                                                          |
| 1984 | nehrálo se                                                             | nehrálo se                                                             | nehrálo se                                                             | nehrálo se                                                             |
| 1985 | nehrálo se                                                             | nehrálo se                                                             | nehrálo se                                                             | nehrálo se                                                             |
| 1986 | nehrálo se                                                             | nehrálo se                                                             | nehrálo se                                                             | nehrálo se                                                             |
| 1987 | Bělostok                                                               | Górnik Zabrze                                                          | 0:2                                                                    | Śląsk Wrocław                                                          |
| 1988 | Piotrków Tryb.                                                         | Górnik Zabrze                                                          | 2:1                                                                    | Lech Poznań                                                            |
| 1989 | Zamość                                                                 | Ruch Chorzów                                                           | 0:3                                                                    | Legia Warszawa                                                         |
| 1990 | Bydhošť                                                                | Lech Poznań                                                            | 3:1                                                                    | Legia Warszawa                                                         |
| 1991 | Włocławek                                                              | Zagłębie Lubin                                                         | 1:1 (2:3 pen.)                                                         | GKS Katowice                                                           |
| 1992 | Lubin                                                                  | Lech Poznań                                                            | 4:2                                                                    | Miedź Legnica                                                          |
| 1993 | nehrálo se                                                             | nehrálo se                                                             | nehrálo se                                                             | nehrálo se                                                             |
| 1994 | Płock                                                                  | Legia Warszawa                                                         | 6:4                                                                    | ŁKS Łódź                                                               |
| 1995 | Rzeszów                                                                | Legia Warszawa                                                         | 0:1                                                                    | GKS Katowice                                                           |
| 1996 | Wodzisław Śl.                                                          | Widzew Łódź                                                            | 0:0 (5:4 pen.)                                                         | Ruch Chorzów                                                           |
| 1997 | Varšava                                                                | Widzew Łódź                                                            | 1:2                                                                    | Legia Warszawa                                                         |
| 1998 | Grodzisk Wlkp.                                                         | ŁKS Łódź                                                               | 0:1                                                                    | Amica Wronki                                                           |
| 1999 | Ostrowiec Św.                                                          | Wisla Krakov                                                           | 0:1                                                                    | Amica Wronki                                                           |
| 2000 | Płock                                                                  | Polonia Warszawa                                                       | 4:2                                                                    | Amica Wronki                                                           |
| 2001 | Starachowice                                                           | Wisla Krakov                                                           | 4:3                                                                    | Polonia Warszawa                                                       |
| 2002 | nehrálo se                                                             | nehrálo se                                                             | nehrálo se                                                             | nehrálo se                                                             |
| 2003 | nehrálo se                                                             | nehrálo se                                                             | nehrálo se                                                             | nehrálo se                                                             |
| 2004 | Poznaň                                                                 | Wisla Krakov                                                           | 2:2 (1:4 pen.)                                                         | Lech Poznań                                                            |
| 2005 | nehrálo se                                                             | nehrálo se                                                             | nehrálo se                                                             | nehrálo se                                                             |
| 2006 | Varšava                                                                | Legia Warszawa                                                         | 1:2                                                                    | Wisła Płock                                                            |
| 2007 | Lubin                                                                  | Zagłębie Lubin                                                         | 1:0                                                                    | GKS Bełchatów                                                          |
| 2008 | Ostrowiec Św.                                                          | Wisla Krakov                                                           | 1:2                                                                    | Legia Warszawa                                                         |
| 2009 | Lubin                                                                  | Wisla Krakov                                                           | 1:1 (4:5 pen.)                                                         | Lech Poznań                                                            |
| 2010 | Płock                                                                  | Lech Poznań                                                            | 0:1                                                                    | Jagiellonia Białystok                                                  |
| 2011 | nehrálo se                                                             | nehrálo se                                                             | nehrálo se                                                             | nehrálo se                                                             |
| 2012 | Varšava                                                                | Śląsk Wrocław                                                          | 1:1 (4:2 pen.)                                                         | Legia Warszawa                                                         |
| 2013 | nehrálo se                                                             | nehrálo se                                                             | nehrálo se                                                             | nehrálo se                                                             |
| 2014 | Varšava                                                                | Legia Warszawa                                                         | 2:3                                                                    | Zawisza Bydgoszcz                                                      |
| 2015 | Poznaň                                                                 | Lech Poznań                                                            | 3:1                                                                    | Legia Warszawa                                                         |
| 2016 | Varšava                                                                | Legia Warszawa                                                         | 1:4                                                                    | Lech Poznań                                                            |
| 2017 | Varšava                                                                | Legia Warszawa                                                         | 1:1 (3:4 pen.)                                                         | Arka Gdynia                                                            |
| 2018 | Varšava                                                                | Legia Warszawa                                                         | 2:3                                                                    | Arka Gdynia                                                            |
| 2019 | Gliwice                                                                | Piast Gliwice                                                          | 1:3                                                                    | Lechia Gdańsk                                                          |
| 2020 | nehrálo se – kvůli nákaze koronavirem v realizačním týmu Legie Varšava | nehrálo se – kvůli nákaze koronavirem v realizačním týmu Legie Varšava | nehrálo se – kvůli nákaze koronavirem v realizačním týmu Legie Varšava | nehrálo se – kvůli nákaze koronavirem v realizačním týmu Legie Varšava |
| 2021 | Varšava                                                                | Legia Warszawa                                                         | 1:1 (3:4 pen.)                                                         | Raków Częstochowa                                                      |
| 2022 | Poznaň                                                                 | Lech Poznań                                                            | 0:2                                                                    | Raków Częstochowa                                                      |
| 2023 | Čenstochová                                                            | Raków Częstochowa                                                      | 0:0 (5:6 pen.)                                                         | Legia Warszawa                                                         |